# سانتا ماريا دي ليكوديا
سانتا ماريا دي ليكوديا (بالإيطالية: Santa Maria di Licodia)‏ هي بلدة تقع في مقاطعة كاتانيا في صقلية في إيطاليا .

## السكان
في سنة 1861 بلغ عدد السكان 2٬786 نسمة، وتطور العدد ليصل في سنة 2011 لـ 7٬322 نسمة.
يظهر هذا المخطط البياني تطور النمو السكاني لـ سانتا ماريا دي ليكوديا